# Hyūga (thiết giáp hạm Nhật)
Hyūga (tiếng Nhật: 日向), được đặt tên theo tỉnh Hyūga trên đảo Kyūshū, là một thiết giáp hạm của Hải quân Đế quốc Nhật Bản thuộc lớp Ise.

## Thiết kế và chế tạo
Hyūga được đặt lườn bởi Mitsubishi vào ngày 6 tháng 5 năm 1915, được hạ thủy vào ngày 27 tháng 1 năm 1917 và hoàn tất vào ngày 30 tháng 4 năm 1918. Thoạt đầu nó được thiết kế như chiếc thứ tư trong lớp Fusō, nhưng được thiết kế lại đáng kể nhằm khắc phục các thiếu sót.

## Lịch sử hoạt động
Hyūga được nâng cấp đáng kể và cấu trúc lại từ năm 1926 đến năm 1928 và từ năm 1934 đến năm 1936. Sau hậu quả thảm hại của trận Midway, Hải quân Nhật xem xét kế hoạch chuyển đổi tất cả các thiết giáp hạm, ngoại trừ hai chiếc lớn nhất là Yamato và Musashi, thành những tàu sân bay. Cuối cùng, do không đủ thời gian và nguồn lực, Hải quân quyết định chỉ cải tạo những chiếc thiết giáp hạm cũ nhất và ít hữu dụng nhất thành tàu sân bay lai. Hyūga được chế tạo lại tại Xưởng hải quân Sasebo từ ngày 1 tháng 5 đến ngày 1 tháng 10 năm 1943. Hyūga và chiếc tàu chị em Ise được tháo dỡ hai tháp pháo 356 mm (14 inch) phía sau (nặng 864 tấn mỗi cái) và các tháp súng (nặng 800 tấn mỗi cái). Chúng được thay thế bằng một sàn đáp nhỏ và sàn chứa để có thể phóng một phi đội máy bay. Để bù trừ cho trọng lượng bị mất và cũng để duy trì chiều cao của trọng tâm con tàu, sàn đáp được phủ một lớp bê tông dày 200 mm (8 inch). Nó cũng được trang bị một thang nâng máy bay.
Vũ khí phòng không cũng được bổ sung để tăng cường khả năng chống đỡ các cuộc không kích. Lực lượng máy bay phối thuộc bao gồm 14 chiếc máy bay ném bom bổ nhào Yokosuka D4Y và 8 chiếc thủy phi cơ Aichi E16A đều được phóng lên bằng máy phóng, nhưng chỉ có thể hạ cánh trên các tàu sân bay thông thường hoặc các căn cứ trên đất liền. Chúng sẽ được đưa trở lên tàu bằng cần trục. Vì việc sản xuất máy bay đã sụt giảm đáng kể vào lúc đó, Hyūga chưa bao giờ chở đủ số lượng máy bay như được trù định.

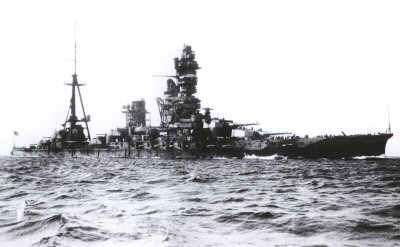
Hyuga trong những năm 1920.

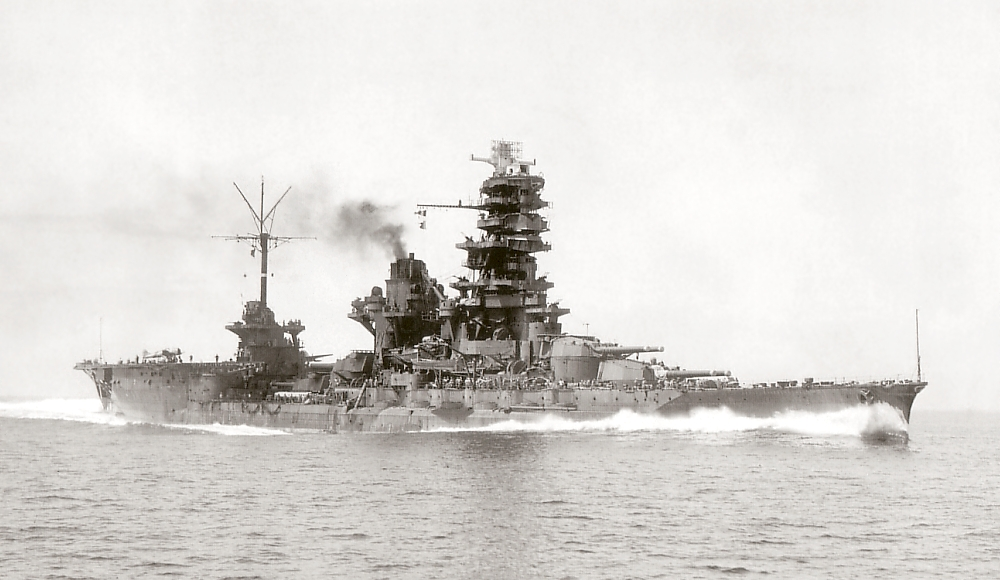
Hyuga sau khi được cải tạo.

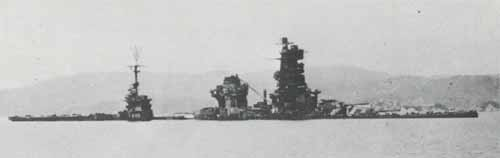
Hyuga bị đánh đắm trong vùng nước nông.

Hyūga tham gia trận đánh mũi Engaño vào tháng 10 năm 1944 dưới quyền chỉ huy của Chuẩn Đô đốc Kusagawa Kiyoshi. Sau khi sống sót và quay về chính quốc, nó bị máy bay Mỹ từ các tàu sân bay Essex, Ticonderoga, Randolph, Hancock, Bennington, Monterey và Bataan tấn công tại Nasake-jima, phía Nam Kure, từ ngày 24 đến ngày 28 tháng 7 năm 1945 và thủy thủ đoàn của nó đã cho con tàu mắc cạn tại vùng nước nông.
Nó được rút khỏi danh sách Đăng bạ Hải quân vào ngày 20 tháng 11 năm 1945. Từ ngày 2 tháng 7 năm 1946 đến ngày 4 tháng 7 năm 1947, nó được trục vớt và tháo dỡ bởi ụ tàu Kure của xưởng Harima Zosen.

## Danh sách thuyền trưởng
- Eitaro Shimodaira (sĩ quan trang bị trưởng): 10 tháng 1 năm 1917 – 1 tháng 12 năm 1917
- Shigeushi Nakagawa (sĩ quan trang bị trưởng): 1 tháng 12 năm 1917 – 30 tháng 4 năm 1918
- Shigeushi Nakagawa: 30 tháng 4 năm 1918 – 10 tháng 11 năm 1918
- Kinsaburo Miura: 10 tháng 11 năm 1918 – 20 tháng 11 năm 1919
- Genjiro Katsuki: 20 tháng 11 năm 1919 – 20 tháng 11 năm 1920
- Hidesaburo Ishikawa: 20 tháng 11 năm 1920 – 20 tháng 11 năm 1921
- Genji Ide: 20 tháng 11 năm 1921 – 10 tháng 11 năm 1922
- Rekizo Miyamura: 10 tháng 11 năm 1922 – 1 tháng 12 năm 1923
- Yukichi Shima: 1 tháng 12 năm 1923 – 1 tháng 12 năm 1924
- Shinjiro Imamura: 1 tháng 12 năm 1924 – 20 tháng 10 năm 1925
- Chikateru Takasaki: 20 tháng 10 năm 1925 – 1 tháng 12 năm 1927
- Giichi Suzuki: 1 tháng 12 năm 1927 – 10 tháng 12 năm 1928
- Hiroshi Ono: 10 tháng 12 năm 1928 – 30 tháng 11 năm 1929
- Jiro Ban: 30 tháng 11 năm 1929 – 1 tháng 12 năm 1930
- Soemu Toyoda: 1 tháng 12 năm 1930 – 1 tháng 12 năm 1931
- Masaharu Ebino: 1 tháng 12 năm 1931 – 1 tháng 12 năm 1932
- Shinichiro Machida: 1 tháng 12 năm 1932 – 15 tháng 11 năm 1933
- Yorio Sawamoto: 15 tháng 11 năm 1933 - 15 tháng 11 năm 1934
- Hideo Takahashi: 15 tháng 11 năm 1934 – 11 tháng 9 năm 1935
- Rokuzo Sugiyama: 11 tháng 9 năm 1935 – 16 tháng 11 năm 1936
- Sanjiro Takasu: 16 tháng 11 năm 1936 – 1 tháng 12 năm 1936
- Minoru Tayui: 1 tháng 12 năm 1936 – 1 tháng 12 năm 1937
- Matome Ugaki: 1 tháng 12 năm 1937 – 15 tháng 11 năm 1938
- Shoji Nishimura: 15 tháng 11 năm 1938 – 15 tháng 12 năm 1938
- Kumeichi Hiraoka: 15 tháng 12 năm 1938 – 2 tháng 2 năm 1939
- Kiyoshi Shiroya: 2 tháng 2 năm 1939 – 15 tháng 11 năm 1939
- Seiichi Harada: 15 tháng 11 năm 1939 – 1 tháng 11 năm 1940
- Shintaro Hashimoto: 1 tháng 11 năm 1940 – 1 tháng 9 năm 1941
- Noboru Ishizaki: 1 tháng 9 năm 1941 – 20 tháng 2 năm 1942
- Chiaki Matsuda: 20 tháng 2 năm 1942 – 10 tháng 12 năm 1942
- Sueo Obayashi: 10 tháng 12 năm 1942 – 1 tháng 7 năm 1943 (được phong lên Chuẩn Đô đốc ngày 1 tháng 5 năm 1943.)
- Tsutau Araki: 1 tháng 7 năm 1943 – 1 tháng 9 năm 1943
- Ko Nakagawa: 1 tháng 9 năm 1943 – 5 tháng 12 năm 1943 (được phong lên Chuẩn Đô đốc ngày 1 tháng 11 năm 1943.)
- Tomekichi Nomura: 5 tháng 12 năm 1943 – 1 tháng 3 năm 1945 (được phong lên Chuẩn Đô đốc ngày 15 tháng 10 năm 1944.)
- Chuẩn Đô đốc Kiyoshi Kusagawa: 1 tháng 3 năm 1945 – 24 tháng 7 năm 1945 (tử trận, được truy phong lên Phó Đô đốc ngày 24 tháng 7 năm 1945.)